# Gunnar Rosenholm
Gunnar Valter Rosenholm, född 24 april 1912 i Åbo, död 10 mars 1999 i Pargas, var en finländsk hembygdsforskare. 
Rosenholm utexaminerades som folkskollärare 1936 och verkade i Solf från 1937 fram till pensioneringen 1972. Hans namn är främst förknippat med museet på Stundars i Korsholm, till vilket han var initiativtagare som och under många år förestod och utvecklade. Hans stora intresse var lokalhistoria och folklivsforskning. Av hans skrifter kan nämnas Kyrkoby folkskola i Solf 1886-1961 (1962), Solf sockens historia 2, Allmogekulturen i Solf-byarna med Munsmo (1965), Operation hembygdsforskning (1973), Lillmälö: en skildring av en skärgårdsby i Pargas socken (1984) och Solf kyrkas 200-årshistorik (1986) och Mitt Solf : en bok om solfbygden och Stundars hantverkarby (1987). Han tilldelades hembygdsråds titel 1995. En del av Rosenholms insamlade material, renskrivna uppteckningar om folkliv och allmogekulturen i byarna i Solf och Munsmo samt fotografier finns bevarade vid Svenska litteratursällskapets arkiv.